# Rafael Herrero
Martí Rafel Herrero Martín (ur. 14 sierpnia 1964 w Barcelonie) – hiszpański narciarz, specjalista narciarstwa dowolnego. Jego największym sukcesem jest brązowy medal w kombinacji wywalczony podczas mistrzostw świata w Oberjoch. Startował na igrzyskach w Calgary w balecie narciarskim  zajmując 11. miejsce. Zajął także 31. miejsce w jeździe po muldach na igrzyskach w Albertville. Najlepsze wyniki w Pucharze Świata osiągnął w sezonie 1989/1990, kiedy to zajął 21. miejsce w klasyfikacji generalnej, a w klasyfikacji kombinacji był piąty.
W 1992 r. zakończył karierę.

## Osiągnięcia

### Igrzyska olimpijskie
| Miejsce | Dzień     | Rok  | Miejscowość | Konkurencja      | Zwycięzca       |
| ------- | --------- | ---- | ----------- | ---------------- | --------------- |
| 31.     | 13 lutego | 1992 | Albertville | Jazda po muldach | Edgar Grospiron |

### Mistrzostwa świata
| Miejsce | Dzień     | Rok  | Miejscowość | Konkurencja        | Zwycięzca          |
| ------- | --------- | ---- | ----------- | ------------------ | ------------------ |
| 46.     | 2 lutego  | 1986 | Tignes      | Jazda po muldach   | Éric Berthon       |
| 43.     | 4 lutego  | 1986 | Tignes      | Skoki akrobatyczne | Lloyd Langlois     |
| 12.     | 6 lutego  | 1986 | Tignes      | Kombinacja         | Alain LaRoche      |
| 39.     | 6 lutego  | 1986 | Tignes      | Balet narciarski   | Richard Schabl     |
| 29.     | 1 marca   | 1989 | Oberjoch    | Balet narciarski   | Hermann Reitberger |
| 39.     | 3 marca   | 1989 | Oberjoch    | Jazda po muldach   | Edgar Grospiron    |
| 35.     | 5 marca   | 1989 | Oberjoch    | Skoki akrobatyczne | Lloyd Langlois     |
| 3.      | 5 marca   | 1989 | Oberjoch    | Kombinacja         | Chris Simboli      |
| 21.     | 12 lutego | 1991 | Lake Placid | Balet narciarski   | Lane Spina         |
| 35.     | 14 lutego | 1991 | Lake Placid | Jazda po muldach   | Edgar Grospiron    |

### Puchar Świata

#### Miejsca w klasyfikacji generalnej
- sezon 1983/1984: 112.
- sezon 1987/1988: 66.
- sezon 1988/1989: 86.
- sezon 1989/1990: 21.
- sezon 1990/1991: 32.

#### Miejsca na podium
1. La Plagne – 2 grudnia 1990 (Kombinacja) – 3. miejsce
2. Breckenridge – 19 stycznia 1991 (Kombinacja) – 3. miejsce